# احتيال الإنترنت
يشير مصطلح احتيال الإنترنت إلى أي نوع من أنواع الخدع أو الحيل التي تستخدم خدمة أو أكثر من خدمات الشابكة (الإنترنت )، كـغرف المحادثة أو البريد الإلكتروني أو منتديات الإنترنت أو مواقع الوب من أجل توجيه نداءات خادعة إلى ضحايا محتملين على الشابكة (الإنترنت). يهدف احتيال الإنترنت في العادة إلى الاحتيال على المستخدمين عن طريق سلب أموالهم (إما بسرقة أرقام بطاقات ائتمانهم أو بجعلهم يرسلون حوالات مالية أو شيكات) أو دفعهم إلى الكشف عن معلومات شخصية (بغرض التجسس أو انتحال الشخصية أو الحصول على معلومات حسابهم في مركز حساس).

## أنواع احتيال الإنترنت
من أشكال احتيال الإنترنت:
- تزوير البريد الإلكتروني، بحيث يظهر أن مرسل الرسالة هو شخص ذو منصب معين (كمدير شركة أو عضو في فريق صيانة بريد الوب)، وقد تطلب «رسالة الخداع» من المستخدم معلومات عن حسابه متذرعة بحجة ما فينخدع المستخدم بذلك ويستجيب لطلبه. ويُعتبر هذا النوع ضمن أساليب الهندسة الاجتماعية.
- تزوير صفحات الوب، بحيث تظهر صفحة الوب مطابقة للصفحة الرسمية لموقع آخر، وفي حالة كانت الصفحة تزويراً لموقع حساس (موقع وب لمصرف مثلاً)، فإن المستخدم المخدوع قد يدخل بيانات حسابه في الصفحة المزورة مما يؤدي إلى سرقة هذه المعلومات. وقد تقترن هذه الخدعة أحياناً مع سابقتها، فيُرسل عنوان موقع الوب في رسالة بريدية مزورة.
- خداع المعاملات المالية، حيث يعد الطرف الخادع (عن طريق رسالة بريد إلكتروني في العادة) الطرف المخدوع بنسبة كبيرة من ثروة وهمية مقدرة بالملايين شريطة أن يقوم المستخدم المخدوع أولاً بالقيام ببعض الترتيبات لاستلام هذه الأموال. تتضمن هذه الترتيبات إرسال مبلغ من المال إلى الطرف الأول لسبب ما (من أجل معاملات تحويل الأموال مثلاً)، وبهذا يكون المستخدم قد وقع ضحية الاحتيال وخسر نقوده. تـُصنف رسائل البريد الخاصة بهذا النوع في كثير من أنظمة البريد الإلكتروني تحت تصنيف البريد المزعج (Spam mail).
- خدع النقر بالفأرة، وهي عبارة عن مواقع وب تطلب من المستخدم التسجيل والنقر على إعلاناتها أو تشغيل برنامج يقوم بعرض الإعلانات على جهازه مقابل الحصول على مبلغ معين (عن كل عدد معين من الإعلانات أو حسب مدة تشغيل البرنامج). ناتج هذه الخدع هو عمليات تسويق دعائية مجانية لهذه المواقع مقابل «لا شيء» مادي يحصل عليه المستخدم المخدوع بالمقابل.
- خدع فرص العمل في المنزل، تطلب هذه الخدع من المستخدم إرسال مبلغ مالي معين قد يصل إلى بضع مئات من الدولارات لقاء المواد اللازمة لبدء عمله لإرسالها إليه، ولكن المستخدم يدفع دون أن يحصل على المواد/المعلومات التي دفع ثمنها. تطلب هذه الخدع أحياناً التسجيل في الموقع وإرسال رابط دعائي للموقع إلى مستخدمين آخرين ليزيد من نسبة ربحه.
- الخداع التضامني، بعض المستخدمين الذين يقعون ضحايا لإحدى أنواع احتيال الإنترنت يقومون بالتسويق لهذه الخدع (كما في النوع السابق) وتأكيد صحتها ومصداقيتها (سواءً كانوا عالمين أو جاهلين بحقيقتها)، مما يؤدي إلى وقوع المزيد من الضحايا فيها.[5][6][7]